# 브뤼노 베욘
브뤼노 베욘(프랑스어: Bruno Bellone, 1962년 3월 14일, 프로방스-알프-코트 다쥐르 지방 툴롱 ~)은 프랑스의 전 국가대표 축구 선수로, 현역 시절 측면 미드필더로 활약했으며, 1981년부터 1988년까지 프랑스 국가대표팀 경기에 34번 출전해 2골을 기록했다. 이 중 1골은 유로 1984의 결승전에서 기록했는데, 이 경기에서 프랑스는 프랑스를 2-0으로 꺾고 대회 정상에 올랐다. 그는 1982년과 1986년 월드컵에도 참가했다.

## 경력
그는 브라질과의 1986년 월드컵 8강전으로 회자되는 선수로, 이 경기에서 두 사건에 연루되었다. 우선, 연장전이 끝날 무렵, 그는 브라질 수문장 카를루스를 페널티 구역 외곽에서 따돌리고 명백한 득점 기회를 잡았다. 그는 자신이 지나친 카를루스에 막혀, 균형을 잃고 득점 기회를 날렸다. 주심은 이 상황을 반칙으로 선언하지 않았다. 이후, 베욘은 프랑스의 3번째 승부차기 주자로 나섰다. 그가 찬 공은 골대를 강타하고 카를루스에 굴절되어 골망을 흔들었다. 브라질 측은 항의했지만, 득점이 그대로 인정되었다. 앙리 미셸 프랑스 국가대표팀 감독은 경기 후 베욘의 승부차기가 성공이 아니라고 판정했어야 했다고 주장했고, 카르루스의 명백한 득점 기회를 무산시킨 것을 짚으며, "뿌린 대로 거두었다"고 말했다. 축구의 법칙은 심판의 판정이 지배한다고 돌려 말했다.

## 사생활
베욘은 불과 28세에 발목 부상으로 일찍 축구화를 벗어야 했다. 그는 이후, 사적으로 부침에 시달렸는데, 잘못된 투자로 자신의 재산을 불운하게 날렸다. 1998년, 라디오 프랑스는 그의 부고 오보를 냈다. 베욘은 1999년에 칸에서 열린 그를 위해 조직된 헌정 경기 덕에 빚을 청산할 수 있었다. 2007년부터, 그는 르 카네 군의 부단장을 역임하고 있다. 그는 슬하에 4명의 자식을 두었다.

## 수상
모나코
- 디비시옹 1: 1981–82
- 쿠프 드 프랑스: 1984–85

프랑스
- 유럽 선수권 대회: 1984
- 코파 아르테미오 프란키: 1985